# William Caulfeild, II vizconde de Charlemont
William Caulfeild, 2nd Viscount Charlemont  (c.1655 – 21 de julio de 1726) fue un soldado y par irlandés.

## Vida
Caulfeild fue hijo de William Caulfeild, I vizconde de Charlemont del Condado de Armagh, a quien sucedió en 1671, y de Sarah Moore, hija de Charles Moore, II vizconde Moore de Drogheda. Fue educado en el Trinity College, Dublín.
Fue un ávido partidario de Guillermo en la lucha entre Guillermo III de Inglaterra y Jacobo II de Inglaterra por la Corona británica, y en consecuencia fue proscrito por el primer Parlamento de Jacobo en 1689. Guillermo le recompensó por su lealtad poniéndolo al mando de un regimiento de infantería y nombrándolo Custodio Rotulorum de Tyrone y Armagh. Después de la victoria de Guillermo, el regimiento fue disuelto, pero en 1701 se le dio el mando del nuevo 36º Regimiento de Infantería y fue ascendido en 1704 al rango de General de Brigada. Llevó el regimiento a España, participando en el Sitio de Barcelona y el ataque al Fuerte Montjuïc en 1705. Aunque fue retirado de manera controvertida de su mando del regimiento, fue ascendido en 1707 al rango de Mayor General y nombrado Gobernador de los Condados de Armagh y Tyrone.
El 11 de julio de 1678, se casó con Anne, la única hija de James Margetson, Arzobispo de Armagh, y tuvieron cinco hijos y siete hijas. Su hijo mayor fue James. Otro hijo, Thomas, fue uno de los primeros Tenientes Gobernadores británicos de Nueva Escocia. Una de las bisnietas de Caulfeild, Sophia Frances Anne Caulfeild, fue autora, poeta y enciclopedista.
En mayo de 1726, fue nombrado Consejero Privado pero murió en Dublín poco después y fue enterrado en la cripta familiar en Armagh. Fue sucedido por James, su hijo mayor sobreviviente.